# Dire Dawa
Dire Dawa este un oraș  în  partea de est a  Etiopiei. Administrativ este un astedaderoch - oraș cu autoadministrare, care cuprinde la rândul său două subdiviziuni și anume: orașul propriu-zis și zona non-urbană Gurgura.

## Istoric
Orașul a apărut în 1902 când calea ferată planificată de la Djibouti până la Addis Abeba s-a oprit, din cauza lipsei fondurilor, în mijlocul deșertului etiopian. În punctul terminus al căii ferate a apărut orașul Dire Dawa.